# Провиантский приказ
Провиантский приказ — орган центрального военного управления, приказ в Русском царстве в начале XVIII века для продовольственного обеспечения (снабжения) русских армии и флота.

## История
Указом Петра I от 18 февраля 1700 года заведование всеми хлебными запасами ратных людей было поручено окольничему Семёну Языкову, «с наименованием его по сей части генерал-провиантом». Считается, что этим указом фактически был учреждён орган управления, отвечающий за продовольственное снабжение военных, впоследствии именуемый Провиантским приказом. Первое из известных упоминаний Провиантского приказа в документах Российской империи датируется 9 октября 1703 года.
Высочайшим указом от 3 сентября 1704 года «воеводам и приказным людям и полковникам и бурмистрам» предписывалось «во всем, что к провиантским делам надлежит из Провиантского приказа быть послушным. А буде кто в чём вышеписанном учинится ослушен, и тому быть в смертной казни безо всякого милосердия».
Магазины (склады) приказа располагались в Москве, Петербурге, Киеве, Чернигове, Брянске, Смоленске и других городах и использовались во время Северной войны. На местах отделениями приказа руководили провиантмейстеры, в подчинении у которых были воеводы и коменданты.
Приказ был преобразован в Провиантскую канцелярию в 1716 году, а канцелярия, в свою очередь, стала частью Военной коллегии в 1724 году.

## Руководители
Руководитель (глава) Провиантского приказа, в воинской должности генерал-провиантмейстера:
- С. И. Языков (1700—1701)[4];
- Е. И. Украинцев (1701—1706), в 1704 году за корыстолюбие был бит в Преображенском дубьём, и ему велено было сделать на Преображенский и Семеновский полки епанчи и 1400 шляп[8];
- М. Г. Ромодановский (1705—1707)[9];
- А. П. Салтыков (1711—1713)[10].